# Schoeneck (Pensilvania)
Schoeneck es un lugar designado por el censo ubicado en el condado de Lancaster en el estado estadounidense de Pensilvania. En el Censo de 2010 tenía una población de 1056 habitantes y una densidad poblacional de 130,76 personas por km².

## Geografía
Schoeneck se encuentra ubicado en las coordenadas 40°14′40″N 76°10′29″O / 40.24444, -76.17472. Según la Oficina del Censo de los Estados Unidos, Schoeneck tiene una superficie total de 8.08 km², de la cual 8 km² corresponden a tierra firme y (0.96%) 0.08 km² es agua.

## Demografía
Según el censo de 2010, había 1056 personas residiendo en Schoeneck. La densidad de población era de 130,76 hab./km². De los 1056 habitantes, Schoeneck estaba compuesto por el 98.67% blancos, el 0.19% eran afroamericanos, el 0% eran amerindios, el 0.38% eran asiáticos, el 0% eran isleños del Pacífico, el 0% eran de otras razas y el 0.76% pertenecían a dos o más razas. Del total de la población el 1.8% eran hispanos o latinos de cualquier raza.